# Киш боказо
Киш боказо (мађ. Kis bokázó) је мађарска игра. Игра се у мушко-женским паровима.

## О игри
Игра се у паровима. Парови се постављају један поред другог. Играч и играчица окренути су лицем у лице, играч држи играчицу за појас, а она му ставља руке на рамена. За време уводне мелодије играч удара петом о пету, играчица обема петама о земљу, по такту на сваку четвртину.

### Анализа игре
Игра је сложена и састављена из поскока и ударања пете о пете. Смењује се игра заједно играчице и играча са игром посебно играча, а посебно играчице.

## Мађарске игре у Војводини
У Војводини је заступљена етничка шароликост овог дела Србије која подстиче очување традиционалне музике и игре сваке од тих заједница. Преко музике и игре најбоље се исказује различита етничка припадност. Раније су више биле заступљене обредне игре, а данас игре забавног карактера. Неке од ових игара биле су везане за старе обичаје и изводиле су се искључиво у одређеним приликама, са специјалном или мађијском функцијом, али се данас изводе сваком приликом. Мађарске игре су ведре, живе и веома темпараментне. 

### Мађарски фолклорни центар у Војводини
Културна организација Мађарски фолклорни центар у Војводини  основана је 1995. године са идејом да помогне напоре на очувању мађарске народне културе и традиције у Србији. Такође, организација подржава и културу других народа.